# Obergrümpelmühle
Obergrümpelmühle ist ein Gemeindeteil der Gemeinde Wilhelmsthal im Landkreis Kronach (Oberfranken, Bayern).

## Geographie
Die Einöde liegt im tief eingeschnittenen Tal der Grümpel und ist allseits von bewaldeten Anhöhen umgeben. Ein Wirtschaftsweg führt zur Untergrümpelmühle (0,5 km südwestlich).

## Geschichte
Gegen Ende des 18. Jahrhunderts war Obergrümpelmühle eine Mahlmühle. Das Hochgericht übte das bambergische Centamt Kronach aus. Die Grundherrschaft hatte das Kastenamt Kronach inne.
Mit dem Gemeindeedikt wurde Obergrümpelmühle dem 1808 gebildeten Steuerdistrikt Lahm und der 1818 gebildeten Ruralgemeinde Lahm zugewiesen. Am 1. Mai 1978 wurde Obergrümpelmühle im Zuge der Gebietsreform in Bayern in die Gemeinde Wilhelmsthal eingegliedert.

### Baudenkmäler
- Mühlgebäude
- Floßbach

### Einwohnerentwicklung
| Jahr      | 001818 | 001861 | 001871 | 001885 | 001900 | 001925 | 001950 | 001961 | 001970 | 001987 |
| Einwohner |        | 6      | 10     | 9      | 6      | 7      | 7      | 5      | 4      | 12     |
| Häuser    | 1      |        |        | 1      | 1      | 1      | 1      | 1      |        | 2      |
| Quelle    | [ 5 ]  | [ 7 ]  | [ 8 ]  | [ 9 ]  | [ 10 ] | [ 11 ] | [ 12 ] | [ 13 ] | [ 14 ] | [ 1 ]  |

## Religion
Der Ort ist römisch-katholisch geprägt und nach St. Ägidius in Lahm gepfarrt.